# Hans Kantereit

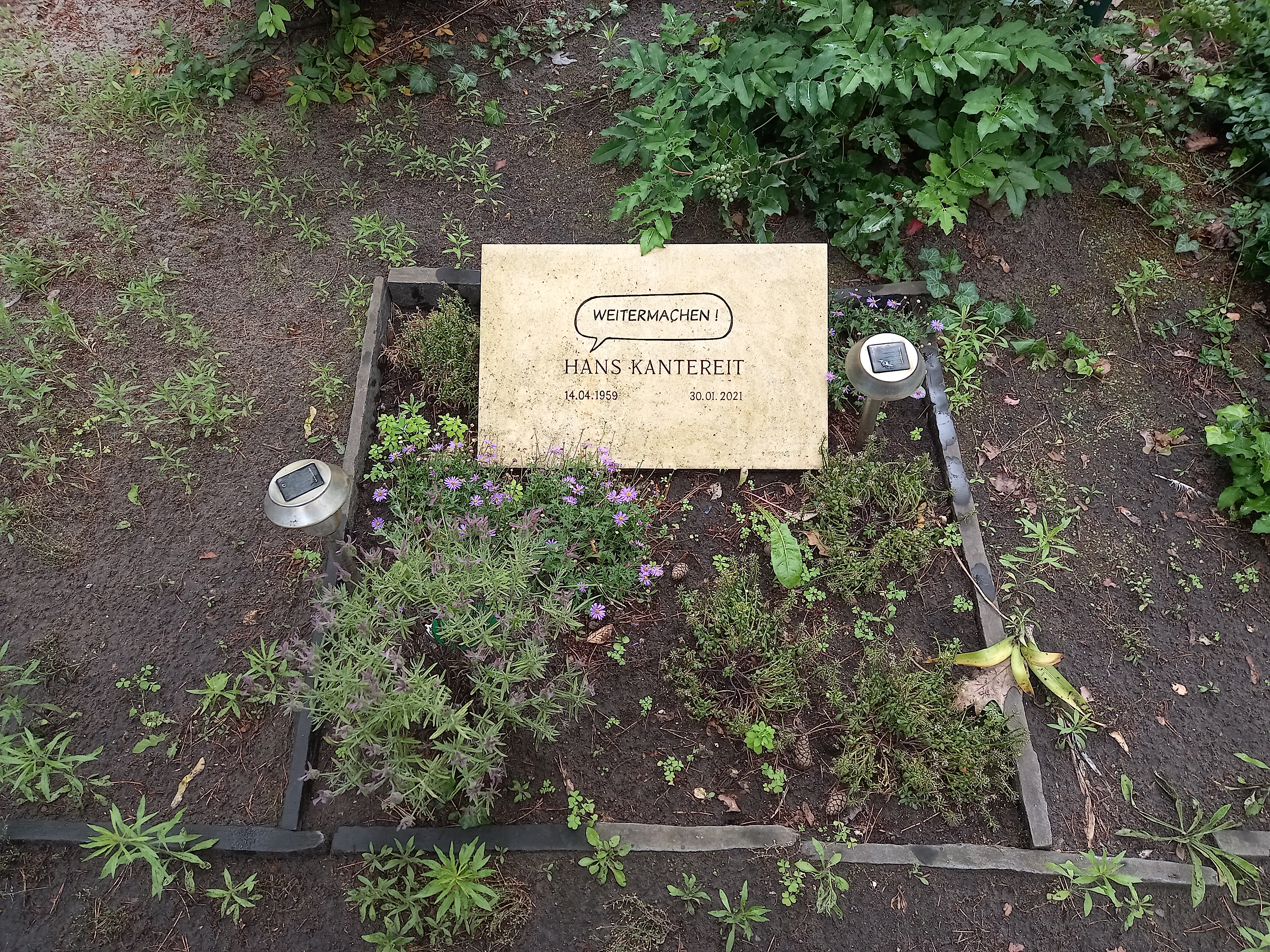
Grab von Hans Kantereit auf dem Urnenfriedhof Gerichtstraße in Berlin mit dem Ausspruch „Weitermachen!“ in einer Sprechblase (2022)

Hans Kantereit (* 14. April 1959 in Rheinzabern; † 30. Januar 2021) war ein deutscher Autor und Übersetzer.

## Leben
Nach einer Buchhändlerlehre in Karlsruhe und Paris  war er von 1984 bis 1994 Redakteur bei den Satiremagazinen Titanic und Kowalski. Ab 1994 war er freischaffend tätig. Bis 2018 arbeitete er u. a. für das kulinarische Magazin Effilee.

## Werke

### Bücher (Auswahl)
- Der Rest geht dann beim Duschen ab. Semmel Verlag, 1987.
- Feinschmecker sind bessere Menschen. Eichborn Verlag, 1992 (unter dem Pseudonym Max M. Wendelstein).
- Reisen mit Judith. Belleville Verlag, 1993.
- Dr. Kartoffel erklärt uns die Welt. Verlag Weisser Stein, 1994, ISBN 3-928681-84-2.
- Na, auch schon 30? Eichborn Verlag, 1996 (und 2002 by Munhwa Kwahak Publ. Comp., Korea - in koreanischer Übersetzung).
- Professor Kartoffel: So funktioniert die Welt. Eichborn Verlag, 2006.
- Runter kommen sie immer! Das Buch, das Sie brauchen, bevor Sie in die Luft gehen. Lappan Verlag, 2008.
- Alles im Griff: Die Ehe. Carlsen Verlag, 2010.
- BüroFrustKillerBuch. Langenscheidt, 2011.
- Update für Ärzte, Alles was Mediziner heute wissen müssen. Lappan, 2011.
- Update für Lehrer, Alles was Pädagogen heute wissen müssen. Lappan, 2011.
- Update für Ruheständler, Alles was Ruheständler heute wissen müssen. Lappan, 2012.
- Update für Juristen, Alles was Juristen heute wissen müssen. Lappan, 2012.
- Update für Chefs, Alles was Führungskräfte heute wissen müssen. Lappan, 2012.
- Update für Golfer, Alles was Rasensportler heute wissen müssen. Lappan, 2012.

### Übersetzungen (Auswahl)
- Farid Boudjellal, Jude - Araber. Die internationale Konferenz (aus dem Französischen, zusammen mit Paul Derouet). Semmel Verlag, 1992.
- Charles M. Schulz, 50 Jahre Peanuts. Baumhaus, Frankfurt 2000.
- Brian Sibley, Chicken Run – Ein Film wird flügge. Baumhaus, Frankfurt 2001.
- Charles M. Schulz, Frohes Fest. Charlie Brown, Baumhaus, Frankfurt 2003.
- Richard Horne, 101 Dinge, die man getan haben sollte, bevor das Leben vorbei ist. Eichborn Verlag, 2005.
- Richard Horne & Helen Szirtes, 101 Dinge, die du getan haben solltest, bevor du alt und langweilig bist. Bloomsbury, Berlin 2006.
- Richard Horne & Tracey Turner, 101 Dinge, die du wissen solltest ... oder auch nicht, Bloomsbury, Berlin 2007.
- Richard Horne & Tracey Turner, 101 Dinge, die du gern selber erfunden hättest ... und einige, auf die besser nie jemand gekommen wäre. Bloomsbury, Berlin 2008.
- Tracey Turner, Vorsicht! Bloomsbury, Berlin, 2009.
- Richard Horne & Helen Szirtes, 101 Dinge, die du tun solltest, um ein Superheld zu werden (oder ein Superbösewicht). Bloomsbury, Berlin 2010.
- Richard Horne, A wie Apokalypse. Eichborn Verlag, 2011.
- Bocquet, Muller, Kiki vom Montparnasse. Carlsen, 2011.

### Theater (Übersetzungen)
- Molière: Tartuffe. Theaterverlag Hartmann&Stauffacher
- Molière: Don Juan. Theaterverlag Hartmann&Stauffacher
- Jérôme Savary: Die Schöne und das klitzekleine Biest. Theaterverlag Hartmann&Stauffacher

### Drehbücher (Auswahl)
(zusammen mit Simon Borowiak)
- 1996: Das Karussell des Todes (TV)
- 1996: Die Katze von Kensington (TV)
- 1998: Frau Rettich, die Czerni und ich